# Правителство на Теодор Теодоров 1 и 2
Първото и второто правителство на Теодор Теодоров са тридесет и осмо и тридесет и девето правителство на Царство България, назначени с Укази № 14 и № 8 от 28 ноември 1918 г. и 7 май 1919 г. на цар Борис III. Управлява страната до 6 октомври 1919 г., след което е наследено от първото правителство на Александър Стамболийски.

## Политика
Пред правителството на Теодоров, което идва на власт във вид на широка партийна коалиция, стоят за разрешаване две неотложни задачи – да се тушират революционната и икономическата следвоенна криза в страната и България да излезе от международната изолация чрез подписване на справедлив мирен договор. След войната икономическата обстановка в страната е катастрофална. Поради липса на суровини, пазари и резервни части не работят 70% от предприятията. Голяма част от обработените земи остава незасята. Огромна е безработицата сред демобилизираните войници. Държавният бюджет допълнително е натоварен и с изхранването на окупационните войски, които съдействат на правителството при потушаване на всяка проява на недоволство от страна на населението.

### Втора национална катастрофа
Очертаващата се втора национална катастрофа рязко увеличава влиянието на левите партии БЗНС и БРСДП (ш.с.). При проведените на 17 август 1919 г. парламентарни избори за земеделците гласуват на 180 хиляди избиратели, което им осигурява 85 депутатски места. Комунистите стават втора парламентарно представена сила, получавайки 47 депутатски места.
През пролетта на 1919 г. започва подготовката за мирните договори. Условията в тях са съобщени на делегациите от победените страни на 7 май същата година във Версай – Трианонския дворец. Българското правителство предлага съдбата на спорните балкански области – Македония, Западна Тракия и Южна Добруджа – да се реши чрез допитване до населението (плебисцит), което да определи към коя държава да се присъединят. Предложението е отхвърлено. Българската делегация в Париж на практика не участва в подготовката на договора. Той ѝ е наложен под формата на диктат.

## Съставяне
Кабинетът, оглавен от Теодор Теодоров, е съставен от дейци на Народната партия, Демократическата партия, Прогресивнолибералната партия, Радикалдемократическата партия, БЗНС и БРСДП (ш.с.).

### Кабинет
Сформира се от следните 9 министри:
| министерство                                | име | име                    | партия                       |
| ------------------------------------------- | --- | ---------------------- | ---------------------------- |
| председател на Министерския съвет           |     | Теодор Теодоров        | Народна партия               |
| вътрешни работи и народно здраве            |     | Никола Мушанов         | Демократическа партия        |
| външни работи и изповедания                 |     | Теодор Теодоров        | Народна партия               |
| народно просвещение                         |     | Стоян Костурков        | Радикалдемократическа партия |
| финанси                                     |     | Стоян Данев            | Прогресивнолиберална партия  |
| правосъдие                                  |     | Петър Джидров          | БРСДП (ш.с.)                 |
| война                                       |     | Андрей Ляпчев          | Демократическа партия        |
| търговия, промишленост и труда              |     | Янко Сакъзов           | БРСДП (ш.с.)                 |
| земеделие и държавни имоти                  |     | Димитър Драгиев        | БЗНС                         |
| обществени сгради, пътища и благоустройство |     | Цанко Церковски (упр.) | БЗНС                         |
| железници, пощи и телеграфи                 |     | Цанко Церковски        | БЗНС                         |

### Промени в кабинета

#### от 23 януари 1919
| министерство                                | име | име                     | партия |
| ------------------------------------------- | --- | ----------------------- | ------ |
| обществени сгради, пътища и благоустройство |     | Александър Стамболийски | БЗНС   |

#### от 8 май 1919
| министерство                     | име | име              | партия                       |
| -------------------------------- | --- | ---------------- | ---------------------------- |
| вътрешни работи и народно здраве |     | Кръстьо Пастухов | БРСДП (ш.с.)                 |
| война                            |     | Михаил Маджаров  | Народна партия               |
| правосъдие                       |     | Венелин Ганев    | Радикалдемократическа партия |